# Я не мерзотник
«Я не мерзотник» (фр. Je ne suis pas un salaud) — французький фільм-драма 2015 року, поставлений режисером Еммануелем Фінкелем.

## Сюжет
Едді (Ніколя Дювошель) піддався жорстокому нападу на вулиці. Він помилково звинуватив у цьому Ахмеда (Дрісс Рамді), якого бачив за декілька днів до події. Безневинний Ахмед потрапляє під суд, тоді як Едді намагається налагодити своє неспокійне сімейне життя і добре зарекомендувати себе на новій роботі. Але незабаром, усвідомивши свою жахливу помилку, Едді спробує відновити справедливість, навіть якщо йому доведеться усе втратити…

## У ролях
| Ніколя Дювошель | ···· | Едді      |
| Мелані Тьєррі   | ···· | Карін     |
| Дрісс Рамді     | ···· | Ахмед     |
| Марін Кайо      | ···· | Естель    |
| Ніколя Бріде    | ···· | шеф Оміа  |
| Йохан Сулі      | ···· | Ноам      |
| Ален Бежель     | ···· | інспектор |
| Ізабель Даньяк  | ···· | суддя     |
| Антуан Гуї      | ···· | викладач  |
| Марін Бертью    | ···· | Жанна     |

## Знімальна група
- Автори сценарію — Еммануель Фінкель, Джулі Пейр
- Режисер-постановник — Еммануель Фінкель
- Продюсери — Крістін Гозлан, Девід Пуаро-Гозлан
- Композитор — Хлоя Тевно
- Оператор — Алексіс Кавіршин
- Монтаж — Сільві Лаґер
- Підбір акторів — Жульєт Дені
- Артдиректори — Карін Бранко, Розенн Ле Ґлоак

## Нагороди та номінації
| Список нагород та номінацій | Список нагород та номінацій | Список нагород та номінацій | Список нагород та номінацій | Список нагород та номінацій | Список нагород та номінацій |
| Кінопремія                  | Дата церемонії              | Категорія                   | Номінант(и)                 | Результат                   | Дж                          |
| --------------------------- | --------------------------- | --------------------------- | --------------------------- | --------------------------- | --------------------------- |
| «Люм'єр»                    | 30 січня 2017               | Найкращий актор             | Ніколя Дювошель             | Номінація                   | [ 3 ]                       |
| «Сезар»                     | 24 лютого 2017              | Найкращий актор             | Ніколя Дювошель             | Номінація                   | [ 4 ]                       |